# Stoke City F.C.
Stoke City F.C. er en engelsk fodboldklub fra Stoke-on-Trent i Staffordshire, der spiller i EFL Championship. Klubben sikrede sig oprykning i 2007/08. Da havde de senest været i den bedste engelske række i 1985. Klubben er den næstældste professionelle fodboldklub i verden, kun Notts County er ældre. Et enkelt trofæ står i klubbens trofæskab, og det er Liga Cuppen i 1972, hvor de slog Chelsea F.C.
Klubben havde indtil 1997 Victoria Ground som hjemmebane.
Legendariske spillere: Stanley Matthews, Gordon Banks, Peter Shilton

## Tidligere danske spillere
- Henrik Risom
- Sebastian Svärd
- Thomas Sørensen

## Trofæer
- Carling Cup: 1972

## Nuværende spillertrup
Oversigten er opdateret til og med 28. april 2025| Nr. | Land       | Position | Spiller                               |
| --- | ---------- | -------- | ------------------------------------- |
| 1   | Sverige    | MM       | Viktor Johansson                      |
| 2   | USA        | MI       | Lynden Gooch                          |
| 3   | Irland     | FO       | Enda Stevens                          |
| 4   | England    | MI       | Ben Pearson                           |
| 5   | Skotland   | FO       | Michael Rose                          |
| 6   | Holland    | MI       | Wouter Burger                         |
| 7   | Angola     | AN       | André Vidigal                         |
| 8   | England    | MI       | Lewis Baker                           |
| 9   | Irak       | AN       | Ali Al-Hamadi (Lånt fra Ipswich Town) |
| 10  | Sydkorea   | MI       | Bae Jun-ho                            |
| 11  | Wales      | AN       | Lewis Koumas (Lånt fra Liverpool)     |
| 12  | Japan      | MI       | Tatsuki Seko                          |
| 13  | Irland     | MM       | Jack Bonham                           |
| 15  | Nordirland | MI       | Jordan Thompson                       |
| 16  | England    | FO       | Ben Wilmot                            |
| 17  | Frankrig   | FO       | Eric Bocat                            |

| Nr. | Land     | Position | Spiller                                        |
| --- | -------- | -------- | ---------------------------------------------- |
| 18  | Irland   | MI       | Bosun Lawal                                    |
| 19  | Marokko  | AN       | Ryan Mmaee                                     |
| 20  | England  | AN       | Sam Gallagher                                  |
| 22  | Cameroun | FO       | Junior Tchamadeu                               |
| 23  | England  | FO       | Ben Gibson (anfører)                           |
| 24  | Irland   | MI       | Andrew Moran (Lånt fra Brighton & Hove Albion) |
| 26  | England  | FO       | Ashley Phillips (Lånt fra Tottenham Hotspur)   |
| 30  | England  | MI       | Sol Sidibe                                     |
| 33  | England  | FO       | Josh Wilson-Esbrand (Lånt fra Manchester City) |
| 34  | England  | MM       | Frank Fielding                                 |
| 35  | England  | AN       | Nathan Lowe                                    |
| 37  | England  | AN       | Emre Tezgel                                    |
| 41  | England  | FO       | Jaden Dixon                                    |
| 42  | Holland  | AN       | Million Manhoef                                |
| 56  | England  | MI       | Favour Fawunmi                                 |